# Liste der denkmalgeschützten Objekte in Ferlach
Die Liste der denkmalgeschützten Objekte in Ferlach enthält die 35 denkmalgeschützten, unbeweglichen Objekte der Gemeinde Ferlach.

## Denkmäler
| Foto |                 | Denkmal | Standort                                               | Beschreibung | Metadaten |
| ---- | --------------- | --- | ------------------------------------------------------ | --- | --- |
| ja   | Datei hochladen | Schießstätte des Rosentaler Schützenvereines HERIS-ID: 16131 Objekt-ID: 12386                                   | Arbeiterheimgasse 18 Standort KG: Ferlach              | Die späthistoristische Schießstätte wurde zwischen 1903 und 1906 errichtet. | BDA-Hist.: Q37808306 Status: Bescheid Stand der BDA-Liste: 2025-06-30 Name: Schießstätte des Rosentaler Schützenvereines GstNr.: .347 Schützenverein Ferlach                                      |
| ja   | Datei hochladen | Aufbahrungshalle (Parkfriedhof) mit Plastik „Die Trauernde“ und Kriegerdenkmal HERIS-ID: 53665 Objekt-ID: 61672 | Georg-Lora-Straße 28 Standort KG: Ferlach              | Die Aufbahrungshalle, ein schlichter Rechtecksbau mit offener Vorhalle, wurde von H. Schmidhofer errichtet und mit einem Relief von Franz Schneeweiß ausgestattet. Die Skulptur „Die Trauernde“ schuf Anton Gregoritsch (1868–1923). | BDA-Hist.: Q38057914 Status: § 2a Stand der BDA-Liste: 2025-06-30 Name: Aufbahrungshalle (Parkfriedhof) mit Plastik „Die Trauernde“ und Kriegerdenkmal GstNr.: .675, 57/9 Parkfriedhof Ferlach    |
| ja   | Datei hochladen | Volksschule II HERIS-ID: 16132 Objekt-ID: 12387                                                                 | Josef-Marx-Gasse 1 Standort KG: Ferlach                | Die Volksschule ist ein dreigeschoßiger, späthistoristischer Bau mit leicht vorgestellten Seitentrakten. | BDA-Hist.: Q37808342 Status: § 2a Stand der BDA-Liste: 2025-06-30 Name: Volksschule II GstNr.: .396 Volksschule II, Ferlach                                                                       |
| ja   | Datei hochladen | Kath. Stadtpfarrkirche St. Martin HERIS-ID: 16128 Objekt-ID: 12383                                              | Kirchgasse 22 Standort KG: Ferlach                     | Die Kirche wurde großteils 1969/70 von Anton Zemann errichtet, nur die Westfassade mit vorgestelltem Turm stammt vom barocken Vorgängerbau. Die drei Altäre stammen aus dem dritten Viertel des 18. Jahrhunderts. | BDA-Hist.: Q2082620 Status: Bescheid Stand der BDA-Liste: 2025-06-30 Name: Kath. Stadtpfarrkirche St. Martin GstNr.: .77/1 Pfarrkirche hl. Martin, Ferlach                                        |
| ja   | Datei hochladen | Haus Miklitsch mit Stadel HERIS-ID: 248652seit 2024                                                             | Kirchgasse 30 Standort KG: Ferlach                     | | BDA-Hist.: Q126122357 Status: Bescheid Stand der BDA-Liste: 2025-06-30 Name: Haus Miklitsch mit Stadel GstNr.: .75                                                                                |
| ja   | Datei hochladen | Bezirksgericht HERIS-ID: 16090 Objekt-ID: 12345                                                                 | Loiblstraße 6 Standort KG: Ferlach                     | Das Bezirksgericht ist eine 1906 in schlossartigen Formen erbaute repräsentative Anlage mit Turm. | BDA-Hist.: Q37807336 Status: § 2a Stand der BDA-Liste: 2025-06-30 Name: Bezirksgericht GstNr.: .405 Bezirksgericht Ferlach                                                                        |
| ja   | Datei hochladen | Wohnhaus, ehem. Verweserhaus HERIS-ID: 16130 Objekt-ID: 12385                                                   | Loiblstraße 13 Standort KG: Ferlach                    | „Verweserhaus. 1845 von Johannes Ritter von Kronthal erbaut, seit 1836 Verweser, d.h. Verwalter der Hammerwerke. Josef Marx, letzter Verweser vor Gründung der KESTAG, wohnte hier. Wegen seiner spätklassizistischen Fassade und als Zeugnis der Tradition der Eisenverarbeitung in Ferlach unter Denkmalschutz.“ | BDA-Hist.: Q37808278 Status: Bescheid Stand der BDA-Liste: 2025-06-30 Name: Wohnhaus, ehem. Verweserhaus GstNr.: .115 Verweserhaus Ferlach                                                        |
| ja   | Datei hochladen | Staatliches Beschussamt HERIS-ID: 16091 Objekt-ID: 12346                                                        | Maschinenhausgasse 4 Standort KG: Ferlach              | Das Beschussamt ist ein um 1880 errichteter eingeschoßiger, sechsachsiger Bau unter einem Satteldach, der 1992 umgebaut wurde. | BDA-Hist.: Q37807337 Status: § 2a Stand der BDA-Liste: 2025-06-30 Name: Staatliches Beschussamt GstNr.: .23/1, .201 Beschussamt Ferlach                                                           |
| ja   | Datei hochladen | Gesenkschmiede und Nebengebäude am Ferlacher Werksgerinne HERIS-ID: 110690 Objekt-ID: 128410                    | Maschinenhausgasse 5 Standort KG: Ferlach              | Die um 1890 errichtete Gesenkschmiede mit betriebsfähiger Einrichtung, Turbine im Nebenraum, Wasserkanal und Nebengebäude ist die einzige funktionsfähig erhaltene Gesenkschmiede Europas. | BDA-Hist.: Q37820221 Status: Bescheid Stand der BDA-Liste: 2025-06-30 Name: Gesenkschmiede und Nebengebäude am Ferlacher Werksgerinne GstNr.: .28 Gesenkschmiede Ferlach                          |
| ja   | Datei hochladen | Ehem. Rebernig-Haus, Wohnhaus und Mühle HERIS-ID: 16133 Objekt-ID: 12388                                        | Schulhausgasse 3 Standort KG: Ferlach                  | Das Rebernighaus ist ein aus dem 15./16. Jahrhundert stammender und im 18./19. Jahrhundert veränderter Bau mit Wohnhaus, Mühle und Arrest. An einen kubischen mit Walmdach gedeckten zweigeschoßigen Osttrakt schließt im spitzen Winkel ein eingeschoßiger Westtrakt an. An der Nordseite befindet sich der rundbogige Haupteingang. Die Raum- und Gewölbeformen dokumentieren den Baukern des 15./16. Jahrhunderts, die Stuckfelderdecken die Modifizierungen des 18. Jahrhunderts. Das Stuckmedaillon an der Decke des Flurs ist mit 1742 bezeichnet und zeigt ein Marienmonogramm. Die ehemalige Arrestzelle im Westtrakt besitzt eine durch eine Mitteltram unterteilte Stuckfelderdecke aus der Mitte des 18. Jahrhunderts. In den Kellerräumen des Westtraktes war die bis 1969 im Betrieb gewesene Mühle untergebracht. | BDA-Hist.: Q37808372 Status: Bescheid Stand der BDA-Liste: 2025-06-30 Name: Ehem. Rebernig-Haus, Wohnhaus und Mühle GstNr.: .72/1 Rebernighaus, Ferlach                                           |
| ja   | Datei hochladen | Schloss Ferlach, ehem. Werksschloss, Voigt-Schloss HERIS-ID: 16088 Objekt-ID: 12343                             | Sponheimer Platz 1 Standort KG: Ferlach                | Das Schloss ist ein im Kern aus dem 16. Jahrhundert stammendes Gebäude, das um 1780 aufgestockt und mit einer spätbarock-frühklassizistischen Fassade versehen wurde. | BDA-Hist.: Q2240975 Status: Bescheid Stand der BDA-Liste: 2025-06-30 Name: Schloss Ferlach, ehem. Werksschloss, Voigt-Schloss GstNr.: 646/3 Schloss Ferlach                                       |
| ja   | Datei hochladen | Ehem. KESTAG-Verwaltungsgebäude HERIS-ID: 16089 Objekt-ID: 12344                                                | Sponheimer Platz 2, 3 Standort KG: Ferlach             | Der späthistoristische Verwaltungsbau wurde im 19. Jahrhundert umgebaut und 1995/96 für eine Landesausstellung adaptiert und um einen Anbau nach Plänen von Josef Klingbacher erweitert. | BDA-Hist.: Q37807319 Status: § 2a Stand der BDA-Liste: 2025-06-30 Name: Ehem. KESTAG- Verwaltungsgebäude GstNr.: 646/2, 701/3                                                                     |
| ja   | Datei hochladen | Kath. Filialkirche St. Josef HERIS-ID: 16126 Objekt-ID: 12381                                                   | Waidischer Straße 23 Standort KG: Ferlach              | Die kleine barocke Kirche mit eingezogenem Chor und Dachreiter wurde 1744 von einer Gewerkenfamilie gestiftet und diente im 19. Jahrhundert als deren Gruftkirche. 1963/64 wurde der Bau nach Westen erweitert. Der barocke Hochaltar mit reicher Schnitzplastik und ein Votivbild stammen aus der Bauzeit. | BDA-Hist.: Q37808212 Status: § 2a Stand der BDA-Liste: 2025-06-30 Name: Kath. Filialkirche St. Josef GstNr.: .168 Filialkirche St. Josef, Ferlach                                                 |
| ja   | Datei hochladen | Wallanlage Hum HERIS-ID: 16158 Objekt-ID: 12415                                                                 | Hum Standort KG: Ferlach                               | Im Wald auf einer Anhöhe befindet sich eine Wallanlage, offenbar mit gemörtelten Mauerresten. Hier wurden urgeschichtliche Keramikfunde gemacht. 2019 wurde durch die Errichtung eines Forstwegs Teile der Anlage zerstört. | BDA-Hist.: Q37809021 Status: Bescheid Stand der BDA-Liste: 2025-06-30 Name: Wallanlage Hum GstNr.: 355/1 Wallanlage Hum                                                                           |
| ja   | Datei hochladen | Kath. Pfarrkirche St. Valentin HERIS-ID: 16140 Objekt-ID: 12396                                                 | Glainach Standort KG: Glainach                         | Die Kirche ist ein gotischer Bau, dessen Erscheinungsbild durch barocke Um- und Anbauten geprägt ist. Die Westfassade stammt von 1868. Im´Chor und im Langhaus sind Reste spätgotischer Wandmalereien. Zur Einrichtung zählen der Hochaltar von 1826 sowie Kanzel, Seitenaltäre und Seitenkapellenaltar (alle aus dem 18. Jhdt.). | BDA-Hist.: Q37808480 Status: § 2a Stand der BDA-Liste: 2025-06-30 Name: Kath. Pfarrkirche St. Valentin GstNr.: .50/1 Pfarrkirche St. Valentin, Glainach                                           |
| ja   | Datei hochladen | Pfarrhof HERIS-ID: 16142 Objekt-ID: 12398                                                                       | Kappel an der Drau 22 Standort KG: Kappel              | Der Pfarrhof wurde 1768 errichtet. In ihm lebten bis zu acht Kapläne, die in den Filialkirchen der Umgebung Messe hielten. | BDA-Hist.: Q37808518 Status: § 2a Stand der BDA-Liste: 2025-06-30 Name: Pfarrhof GstNr.: .153 Pfarrhof Kappel (Ferlach)                                                                           |
| ja   | Datei hochladen | Kath. Pfarrkirche hl. Zeno HERIS-ID: 16141 Objekt-ID: 12397                                                     | Kappel an der Drau Standort KG: Kappel                 | Die große barocke Kirche wurde 1768/70 errichtet. An der Außenmauer sind noch Reliefs und Schlusssteine des vermutlich bis ins 9. Jahrhundert zurückreichenden Vorgängerbaus sichtbar. Der Chorraum ist mit barocken Wandmalereien versehen. Der Hochaltar mit Knorpelwerkzierat stammt etwa von 1670, die vier Seitenaltäre sind aus dem 18. Jahrhundert. | BDA-Hist.: Q37808500 Status: § 2a Stand der BDA-Liste: 2025-06-30 Name: Kath. Pfarrkirche hl. Zeno GstNr.: .146 Pfarrkirche hl. Zeno, Kappel, Ferlach                                             |
| ja   | Datei hochladen | Ehem. Spital mit Filialkirche St. Anna HERIS-ID: 16144 Objekt-ID: 12400                                         | Kirschentheuer 28 Standort KG: Kirschentheuer          | Das ehemalige Armenspital ist ein eingeschoßiges Mittellabnhaus mit Tonnengewölbe im östlichen Raum. Angebaut ist die 1644 gestiftete Kapelle, die nach einem Brand (1834) erneuert wurde. Im stuckrippengewölbten Chor mit 3/8-Schluss gibt es einen Wappenschlussstein. Die Einrichtung stammt großteils aus dem 17./18. Jahrhundert. | BDA-Hist.: Q37808573 Status: Bescheid Stand der BDA-Liste: 2025-06-30 Name: Ehem. Spital mit Filialkirche St. Anna GstNr.: .223                                                                   |
| ja   | Datei hochladen | Wohnhaus, Friedl-Stöckl HERIS-ID: 16143 Objekt-ID: 12399                                                        | Kirschentheuer 29 Standort KG: Kirschentheuer          | Das imposante siebenachsige zweigeschoßige Gebäude wurde 1760 durch die Eisengewerkin Gräfin Therese von Lassegne errichtet. Am oberen Stockwerk befinden sich spätbarocke Fensterumrahmungen; beim Eingang sind zwei Bettlerbänke. | BDA-Hist.: Q37808543 Status: Bescheid Stand der BDA-Liste: 2025-06-30 Name: Wohnhaus, Friedl-Stöckl GstNr.: .221                                                                                  |
| ja   | Datei hochladen | Urgeschichtliche und römerzeitliche Siedlung Ostrouza HERIS-ID: 113575seit 2021                                 | Standort KG: Kirschentheuer                            | Auf dem deutlich mehrfach terrassierten Geländesporn mit Bruchstein-Mörtelmauerwerk, der schon von Kohla als „sagenhafte Burg“ erwähnt wurde, doch dem Bundesdenkmalamt lange unbekannt blieb, wurden 2019 Keramikfunde gemacht, die von der Kupferzeit bis zur Eisenzeit reichen. Eine Feststellungsgrabung 2020 brachte Hinweise auf eine römerzeitliche Besiedelung in einer Ausdehnung von etwa 4 ha. Anmerkung: Großflächiges Areal, Koordinaten an einer Grundstücksgrenze | BDA-Hist.: Q107616015 Status: Bescheid Stand der BDA-Liste: 2025-06-30 Name: Urgeschichtliche und römerzeitliche Siedlung Ostrouza GstNr.: 806, 801/1, 805, 804                                   |
| ja   | Datei hochladen | Deutschpeterbrücke HERIS-ID: 16139 Objekt-ID: 12395                                                             | Loiblstraße Standort KG: Loiblthal                     | Die steinerne Bogenbrücke über den Loiblbach wurde vor 1780 gebaut. | BDA-Hist.: Q37808461 Status: § 2a Stand der BDA-Liste: 2025-06-30 Name: Straßenbrücke, Deutschpeterbrücke GstNr.: 316/1                                                                           |
| ja   | Datei hochladen | Obere Töppibrücke HERIS-ID: 16136 Objekt-ID: 12391                                                              | Loiblstraße bei 23,3 km Standort KG: Loiblthal         | Die Töppi-Brücke oberhalb des Gasthofs „Deutscher Peter“ ist nach dem Rückbau wieder ein Dokument des Straßenbaus von 1728. | BDA-Hist.: Q37808412 Status: § 2a Stand der BDA-Liste: 2025-06-30 Name: Straßenbrücke, Obere Töppibrücke GstNr.: 316/1                                                                            |
| ja   | Datei hochladen | Gedenkstein von 1615 HERIS-ID: 16138 Objekt-ID: 12394                                                           | Loiblstraße bei 19,9 km Standort KG: Loiblthal         | Die Inschriftentafel auf der Sapotnica erinnert an die Verbreiterung der Loiblstraße. Am mit 1615 bezeichneten Stein ist das Kärntner Wappen zu sehen. | BDA-Hist.: Q37808436 Status: § 2a Stand der BDA-Liste: 2025-06-30 Name: Gedenkstein von 1615 GstNr.: 316/1                                                                                        |
| ja   | Datei hochladen | Obelisken HERIS-ID: 16146 Objekt-ID: 12402                                                                      | Loibltal 48 Standort KG: Loiblthal                     | Die beiden Obelisken erinnern an die Reise Kaiser Karls VI. 1728 über den Loibel. Sie wurde vom Laibacher Steinmetz Alois Bombasi im Auftrag der Krainer Stände errichtet. An den Obelisken sind je drei lateinische Inschriftentafeln angebracht. Nach einer Zerstörung durch einen Felssturz erfolgte zwischen 1936 und 1938 eine Wiedererrichtung unter Verwendung von Spolien. | BDA-Hist.: Q37808648 Status: § 2a Stand der BDA-Liste: 2025-06-30 Name: Obelisken GstNr.: .79 |
| ja   | Datei hochladen | Leonhardskapelle HERIS-ID: 16154 Objekt-ID: 12411                                                               | Loibltal 49 Standort KG: Loiblthal                     | Die Leonhardi-Kapelle ist ein mit einer Rundbogenarkade geöffneter kleiner Bau mit schindelgedecktem Pyramidendach. Im Inneren birgt die Kapelle eine spätgotische Leonhard-Steinstatue. Weiters befindet sich in der Kapelle ein vermauerter römischer Grabaltar, auf dessen Oberseite ein vermutlich barocker Opferstock eingetieft ist. | BDA-Hist.: Q37808940 Status: § 2a Stand der BDA-Liste: 2025-06-30 Name: Leonhardskapelle GstNr.: 87/6 Leonhardi-Kapelle, Loibltal                                                                 |
| ja   | Datei hochladen | Kath. Pfarrkirche St. Leonhard im Loibltal (mit Friedhof) HERIS-ID: 16145 Objekt-ID: 12401                      | Loibltal Standort KG: Loiblthal                        | Die Kirche ist ein neugotischer Bau von 1859 mit westlichem Fassadenturm, zweistufigen Strebepfeilern und kreuzgratgewölbtem Chor. Die einheitliche neugotische Einrichtung stammt etwa von 1900. | BDA-Hist.: Q2082784 Status: § 2a Stand der BDA-Liste: 2025-06-30 Name: Kath. Pfarrkirche St. Leonhard im Loibltal (mit Friedhof) GstNr.: .26/2, 87/4 Pfarrkirche hl. Leonhard, Loibltal (Ferlach) |
| ja   | Datei hochladen | Überreste des ehem. Konzentrationslager (Loibl-Nord) HERIS-ID: 63914 Objekt-ID: 76604                           | Loibltal Standort KG: Loiblthal                        | Etwas westlich vom Tunnelportal befinden sich die Überreste des KZs Loibl Nord, wie Fundamente von Baracken. 2004 erfolgte die Unterschutzstellung, seit 2011 werden archäologische Arbeiten durchgeführt. Das KZ Loibl war eine Außenstelle des KZ Mauthausen; die Häftlinge mussten den Loibltunnel bauen. | BDA-Hist.: Q38104687 Status: Bescheid Stand der BDA-Liste: 2025-06-30 Name: Überreste des ehem. Konzentrationslager (Loibl-Nord) GstNr.: 173/94, 173/99 Site of KZ Loibl northern camp            |
| ja   | Datei hochladen | Kath. Filialkirche hl. Ägidius HERIS-ID: 16147 Objekt-ID: 12403                                                 | bei Seidolach 11 Standort KG: Seidolach                | Die Kirche ist ein kleiner romanischer Bau mit leicht eingezogenem Chor, Dachreiter, geräumiger Vorhalle und eisenbeschlagener Tür. An der nördlichen Langhausfassade ist ein spätgotisches Christophorusfresko. Zur Einrichtung gehören der mit 1696 bezeichnete Hochaltar und einige spätgotische Figuren. | BDA-Hist.: Q37808701 Status: § 2a Stand der BDA-Liste: 2025-06-30 Name: Kath. Filialkirche hl. Ägidius GstNr.: .17 Filialkirche hl. Ägidius, Seidolach, Ferlach                                   |
| ja   | Datei hochladen | Wohnhaus, Ehemaliges Gewerkenhaus HERIS-ID: 16149 Objekt-ID: 12405                                              | Unterloibl 31, 44 Standort KG: Unterloibl              | Das ehemalige Gewerkenhaus stammt im Kern aus dem 16. Jahrhundert und wurde mehrfach umgebaut. Bemerkenswert ist das spätgotische Stiegenhaus. Im ersten Stock gibt es barocke Stuckfelderdecken. | BDA-Hist.: Q37808748 Status: Bescheid Stand der BDA-Liste: 2025-06-30 Name: Wohnhaus, Ehemaliges Gewerkenhaus GstNr.: .2/2 Ehem. Gewerkenhaus Unterloibl, Ferlach                                 |
| ja   | Datei hochladen | Kath. Pfarrkirche Hl. Dreifaltigkeit zum Loiblhammer HERIS-ID: 16148 Objekt-ID: 12404                           | Unterloibl Standort KG: Unterloibl                     | Die kleine, Mitte des 17. Jahrhunderts errichtete Kirche wurde 1843 nach Westen verlängert. An der Südseite befindet sich ein römerzeitlicher Weihealtar an Belestis. Der Hochaltar ist von 1843, ein historistischer Seitenaltar von 1924. | BDA-Hist.: Q2083266 Status: § 2a Stand der BDA-Liste: 2025-06-30 Name: Kath. Pfarrkirche Hl. Dreifaltigkeit zum Loiblhammer GstNr.: .1 Pfarrkirche hl. Dreifaltigkeit, Unterloibl (Ferlach)       |
| ja   | Datei hochladen | Kath. Pfarrkirche St. Antonius von Padua und Friedhof HERIS-ID: 16150 Objekt-ID: 12406                          | Waidisch Standort KG: Waidisch                         | Um 1780 durch den Gewerken Ignaz Huebmershofen von Silbernagel errichtet. Kleiner, einheitlich gestalteter spätbarocker Bau mit eingezogenem, runden Chor, seitlich und im Osten von Friedhof umgeben. Im Westen dreiachsige Turmfassade, durch Pilaster gegliedert, Wellengiebel vom Turm in der Mittelachse durchbrochen, Laternenbekrönung. Gesprengter Portalgiebel, mit Stifterwappen; unter Hauptgesims Inschrift-Tafel mit Chronogramm. | BDA-Hist.: Q37808810 Status: § 2a Stand der BDA-Liste: 2025-06-30 Name: Kath. Pfarrkirche St. Antonius von Padua und Friedhof GstNr.: .53 Pfarrkirche St. Antonius von Padua, Waidisch            |
| ja   | Datei hochladen | Erzherzog-Johann-Gedenkstein HERIS-ID: 16137 Objekt-ID: 12393                                                   | Loiblstraße Standort KG: Windisch Bleiberg             | Der Gedenkstein in der ersten Serpentine am Kleinen Loibl erinnert an den Besuch Erzherzog Johanns 1804. | BDA-Hist.: Q37808425 Status: § 2a Stand der BDA-Liste: 2025-06-30 Name: Erzherzog-Johann-Gedenkstein GstNr.: 672                                                                                  |
| ja   | Datei hochladen | Kath. Pfarrkirche St. Erhard mit Friedhof HERIS-ID: 16153 Objekt-ID: 12410                                      | Windisch Bleiberg Standort KG: Windisch Bleiberg       | Die Kirche besteht aus einem schlichten Langhaus mit kreuzgratunterwölbter Westempore, eingezogenem polygonalen Chor und vorgestelltem Westturm. Die historistischen Altäre sind mit 1908 bezeichnet; die barocke Kanzel stammt aus der Mitte des 18. Jahrhunderts. | BDA-Hist.: Q37808927 Status: § 2a Stand der BDA-Liste: 2025-06-30 Name: Kath. Pfarrkirche St. Erhard mit Friedhof GstNr.: .62, .156, 301 Pfarrkirche Windisch Bleiberg                            |
| ja   | Datei hochladen | Kath. Filialkirche St. Magdalena HERIS-ID: 16155 Objekt-ID: 12412                                               | bei Windisch Bleiberg 3 Standort KG: Windisch Bleiberg | Die Kirche ist ein kleiner spätgotischer Bau mit geschlossener Vorhalle, westlichem Dachreiter, Schindeldächern und leicht eingezogenem polygonalen Chor. An der Südfassade befindet sich ein mit 1750 bezeichnetes Christophorusfresko. Zur Einrichtung zählen der im Stil des 17. Jahrhunderts erneuerte Hochaltar und ein bemerkenswertes, 1614 gestiftetes Leinwandbild. | BDA-Hist.: Q37808942 Status: § 2a Stand der BDA-Liste: 2025-06-30 Name: Kath. Filialkirche St. Magdalena GstNr.: .85 Filialkirche Sankt Magdalena (Sapotnica)                                     |
| ja   | Datei hochladen | Gendarmeriekaserne Loibl HERIS-ID: 16157 Objekt-ID: 12414                                                       | Windisch Bleiberg 4 Standort KG: Windisch Bleiberg     | | BDA-Hist.: Q37808966 Status: § 2a Stand der BDA-Liste: 2025-06-30 Name: Gendarmeriekaserne Loibl GstNr.: 418/2 Gendarmeriekaserne Loibl                                                           |